# Les Confessions du chevalier d'industrie Félix Krull
Les Confessions du chevalier d'industrie Félix Krull (titre original : Bekenntnisse des Hochstaplers Felix Krull, en allemand) est un roman de l'écrivain allemand Thomas Mann, composé de 1909 à 1911 et du 26 décembre 1950 au 16 avril 1954. Dans la tradition européenne, il s'agit d'un roman clé du genre picaresque.

## Conception
L'intention de l'auteur était de parodier l'autobiographie Poésie et vérité de Goethe, mais en en reprenant la structure pour conter les aventures d'un imposteur au charme irrésistible, aussi dénué de tout sens moral qu'admirablement doué pour tromper son monde. Les résumés des chapitres, analogues à ceux du livre de Goethe, renforcent l'allusion, ainsi que le ton sentencieux de l'écriture. Le titre est inspiré de celui des Confessions de Jean-Jacques Rousseau. Le texte, parodie du roman d'apprentissage, s'inscrit dans les traditions du roman d'aventures et du roman picaresque (Simplicius Simplicissimus par Hans Jakob Christoffel von Grimmelshausen). Des parallèles allusifs à la mythologie enrichissent le côté picaresque du roman.

## Historique
Thomas Mann planifiait l'écriture du roman depuis 1905. De 1910 à 1913, il entame la première phase d'écriture. De 1950 à 1954, à la suite d'une pause de presque quatre décennies, l'écrivain complète la première partie des mémoires de Krull. À 79 ans, Mann, conscient qu'il ne pourra pas achever son œuvre affirme qu'à son sens, ce ne serait pas « un désastre » si son roman restait « grand ouvert ».